# بني مفرح (حجة)
بني مفرح هي إحدى قرى الجمهورية اليمنية. تتبع جغرافيا لمحافظة حجة وإداريًا لمديرية وضرة. يبلغ تعداد سكانها 1388 نسمة حسب الإحصاء الذي أجري عام 2004.